# Zolotarivka, Svitlovodsk
Zolotarivka (în ucraineană Золотарівка) este un sat în comuna Mîkilske din raionul Svitlovodsk, regiunea Kirovohrad, Ucraina.

## Demografie
Componența lingvistică a localității Zolotarivka
     Rusă (74,96%)
     Ucraineană (23,94%)
     Alte limbi (0,16%)
Conform recensământului din 2001, majoritatea populației localității Zolotarivka era vorbitoare de rusă (74,96%), existând în minoritate și vorbitori de ucraineană (23,94%).